# اچ‌ام‌اس اودزانی (کی۳۵۶)
اچ‌ام‌اس اودزانی (کی۳۵۶) (به انگلیسی: HMS Odzani (K356)) یک کشتی بود که طول آن ۲۸۳ فوت (۸۶٫۲۶ متر) بود. این کشتی در سال ۱۹۴۳ ساخته شد.